# Il gigante di ferro
Il gigante di ferro (The Iron Giant) è un film d'animazione del 1999 diretto da Brad Bird.
Si tratta di una storia di fantascienza avventurosa liberamente tratta dal romanzo L'uomo di ferro (The Iron Man) del 1968, scritto da Ted Hughes. Narra le avventure di un bambino che scopre l'esistenza di un essere meccanizzato gigante. Sebbene il film avesse incassato alla sua uscita solo 31 milioni di dollari a fronte di un budget di 50, ha ricevuto numerosi premi ed è diventato un cult movie acclamato dalla critica e successivamente dal pubblico, venendo spesso considerato uno dei migliori film animati di sempre.

## Trama
Nell'ottobre del 1957, poco dopo il lancio dello Sputnik, una misteriosa figura metallica precipita in mare durante una tempesta, distruggendo un peschereccio. Il marinaio sopravvissuto tenta di raccontare l'accaduto, ma non viene creduto.
Nel frattempo, a Rockwell, nel Maine, il giovane Hogarth Hughes vive con la madre Annie. Una sera, mentre è solo in casa, Hogarth nota che l'antenna televisiva è danneggiata. Seguendo una scia di alberi abbattuti, giunge alla centrale elettrica locale, dove scopre un gigantesco robot di 30 metri che si nutre di metallo. Il robot rimane impigliato nei cavi dell'alta tensione e Hogarth, impietosito, spegne l'interruttore generale per salvarlo.
Il giorno seguente, il governo invia a Rockwell l'agente Kent Mansley per indagare sull'accaduto. Inizialmente scettico, Mansley cambia atteggiamento quando trova la sua auto danneggiata.
Hogarth ritorna nella foresta e ritrova il gigante, scoprendo che è amichevole e ha perso la memoria a causa dell'impatto. I due diventano amici e Hogarth lo nasconde in una discarica gestita da Dean McCoppin, un artista che crea sculture con rottami metallici.
Mansley, sempre più sospettoso, si trasferisce a casa di Hogarth per sorvegliarlo. Un giorno, mentre Hogarth e il gigante sono nella foresta, assistono all'uccisione di un cervo da parte di cacciatori. Questo evento fa riflettere il gigante sulla morte e sull'anima.
Approfittando dell'assenza di Annie, Mansley trova delle foto scattate da Hogarth al gigante e lo costringe a rivelare il nascondiglio del robot, minacciando di separarlo dalla madre. Dopo aver ottenuto l'informazione, Mansley stordisce Hogarth con il cloroformio e convince il generale Rogard a mobilitare l'esercito.
Il giorno seguente, l'esercito si reca alla discarica, ma Dean riesce a far passare il gigante per una scultura inanimata, smascherando le menzogne di Mansley, che viene licenziato.
Più tardi, durante un gioco, Hogarth punta una pistola giocattolo contro il gigante, che reagisce attivando un'arma difensiva. Dean, spaventato, lo caccia via, ma si rende conto dell'equivoco e, insieme a Hogarth, lo rincorre per scusarsi.
Il gigante salva due bambini da una caduta, ma viene attaccato dall'esercito. Hogarth riesce a raggiungerlo e i due fuggono, mentre Dean cerca di fermare l'attacco spiegando che il robot è innocuo. Mansley, però, mente al generale, affermando che Hogarth è morto.
Durante l'inseguimento, il gigante viene colpito da un missile e precipita in un burrone con Hogarth, che perde i sensi. Credendo che l'amico sia morto, il gigante si trasforma in un'arma distruttiva e attacca l'esercito.
Hogarth si riprende e riesce a calmare il gigante, ricordandogli che può scegliere chi essere. Il robot ritorna in sé, ma Mansley ordina il lancio di un missile nucleare contro di lui. Rendendosi conto del pericolo per la città, il gigante si sacrifica volando incontro al missile, distruggendolo in alta quota.
Qualche mese dopo, Dean e Annie si sono fidanzati e Dean ha realizzato una statua in memoria del gigante. Hogarth riceve una vite del robot, che si anima e si dirige verso l'Islanda, dove il gigante si sta autoriparando.

## Personaggi
- Hogarth Hughes: Hogarth è un ragazzino di 9 anni e protagonista del film. Vive con sua madre nella piccola cittadina di Rockwell, nel Maine. È un ragazzo vivace, altruista, coraggioso, di buon animo e generoso; vive una vita abbastanza normale, finché in un bar sente parlare di un "invasore" atterrato nell'oceano. Quella notte stessa, Hogart trova il gigante e lo salva dalla folgorazione, e dal giorno successivo diventa suo amico. Più avanti, fa amicizia anche con Dean Mc Coppin, uno sfasciacarrozze che concede al gigante di rifugiarsi nel deposito, mantenendo il segreto persino davanti alle autorità militari. Hogart è tenuto sott'occhio da un agente federale di nome Kent Mansley, che lo torchierà, sospettando che gli nasconda qualcosa, ma riesce a trarre informazioni soltanto quando lo minaccia di separarlo dalla madre e farsi nominare suo tutore legale per rendegli la vita terribile. Più avanti, Hogarth riporta alla ragione il gigante, dandogli un mesto addio, mentre questo parte per salvare la cittadina di Rockwell dalla bomba nucleare. Verso la fine, Hogarth scopre che il gigante è ancora vivo, dal momento che un pezzo in suo possesso, una vite, si anima per cercare il corpo principale, cosicché lascia andare la vite e felice gli augura di tornare presto per rivedere il suo amico. Il cognome del protagonista è un omaggio a Ted Hughes, colui che ha scritto il libro da cui il film è tratto.
- Gigante di ferro: un essere meccanizzato di 30 metri e co-protagonista del film, dalle fattezze umanoidi e interamente in metallo, che si schianta sulla Terra prendendo una botta in testa, perdendo la memoria. Dopo essersi nascosto nella foresta, prova a mangiare dei generatori di corrente di una centrale, e solo l'intervento tempestivo da parte di Hogarth lo salva dalla folgorazione. Da quel momento, i due cominciano a legare diventando migliori amici, con il gigante che si rivela estremamente protettivo nei confronti di Hogarth. Un giorno il gigante e Hogart dopo aver visto un cervo nel bosco gli si avvicinano e la creatura seppur sorpresa all'inizio non mostra paura verso il gigante facendo capire al gigante la sensibilità che perfino gli animali hanno per poi andare via dopo aver udito un rumore. Il cervo viene successivamente ucciso da dei cacciatori e dopo la morte della creatura innocente il gigante scopre per la prima volta il significato della morte e che sono le armi stesse a uccidere. Dopo essersi schiantato di nuovo nel tentativo di fuggire dall'esercito, il gigante ripara il danno alla testa, recuperando così la memoria, e, trasformandosi nella sua versione da guerra, dà inizio alla distruzione dei carri armati dell'esercito militare dopo aver creduto che Hogarth fosse morto a causa dello schianto. Più tardi, Hogarth lo convince a non essere un'arma ma un eroe, e il gigante, ritornato normale, capisce che è l'unico che può salvare Rockwell dall'esplosione nucleare, quindi saluta il ragazzo per l'ultima volta e si lancia contro il missile, scegliendo di essere un eroe come Superman. Mesi dopo, il gigante si ricompone nel ghiacciaio Langjökull e sorride per prepararsi a tornare da Hogart.
- Annie Hughes: è la madre di Hogarth, è una dolce, affascinante e giovane donna rimasta vedova durante la guerra di Corea che cresce da sola suo figlio e lavora come cameriera nel ristorante locale della città. Essendo una mamma single, è una donna cauta, di buon cuore, e ha una natura fiduciosa e una forte fibra morale. Ama molto suo figlio, ma, a causa della perdita del marito, a volte tende ad agire in maniera troppo protettiva nei suoi confronti. Ciononostante, i due hanno un rapporto madre-figlio molto forte e profondo. Infatti, quando Kent minaccia Hogarth di separarlo dalla madre (la sua unica famiglia) per avere informazioni, quest'ultimo decide di rivelargli la posizione del gigante, sperando così di proteggerla. Annie scopre la verità sull'esistenza del gigante e del legame d'amicizia che il figlio ha con il robot alieno e successivamente tenta di convincere il generale Rogart di fermare l'attacco al gigante insieme a Dean. Dopo che il gigante si sacrifica per salvare la città dal missile nucleare si fidanza con Dean.
- Kent Mansley: è l'agente governativo inviato per far luce sulle strane segnalazioni provenienti dalla cittadina di Rockwell e il principale antagonista del film. Avido di fama e paranoico, cieco di fronte a qualsiasi cosa che non riguardi il suo specifico interesse personale, si erge a difesa e baluardo dell'intera nazione americana. Ma tutto ciò è solo una scusa per coprire e giustificare le sue bieche azioni, guidate da intolleranza, ambizione, paranoia, invidia e vendetta personale. Non si pone certo problemi nel carpire la fiducia della madre di Hogarth, né nel minacciare e ricattare con violenza psicologica lo stesso Hogarth, un bambino di 9 anni, pur di ottenere le informazioni che tanto brama. Scomoderà generali e le forze armate americane, arrivando perfino a mentire per autorizzare il lancio di un ordigno atomico sulla cittadina e sui suoi abitanti al solo scopo di soddisfare il proprio bisogno di vendetta. Si rivela alla fine una persona cinica crudele e spietata cercando non solo alla fine di uccidere il gigante ma anche Hogart per averlo ostacolato rivelandosi così come il vero mostro della storia. Verrà alla fine arrestato dal generale e dai militari per i suoi crimini e probabilmente condannato per tradimento.
- Dean Mc Coppin: Dean Mc Coppin è uno sfasciacarrozze e artista bizzarro, creatore di sculture con rottami in ferro. Incontra Hogarth per la prima volta quando Dean difende il marinaio, considerato pazzo dai suoi amici in un bar. Più avanti, Dean offre riparo al gigante sotto richiesta di Hogarth, che nel frattempo era diventato suo amico. Inoltre vedendo del potenziale artistico nel gigante gli insegna a costruire opere d'arte con i rottami. Così i due collaborano nel mantenere segreta la presenza del gigante. Dopo che Hogart lo avvisa che Mansley ha scoperto l'esistenza del gigante e delle sue folli intenzioni Dean prepara un astuto piano per ingannare i militari facendo credere loro il mattino successivo quando Mansley arriva con il generale facendo credere ai militari che il gigante era solo una sua scultura che aveva costruito per un ricco cliente riuscendo in questo modo a imbrogliarli. Verso la fine del film, Dean capisce la verità sul gigante, e spiega al Generale Rogart che non è aggressivo per sua natura, ma attacca solo per difendersi. Aiuta così Hogarth a recuperare il Gigante, e poi, quando l'esercito attacca il Gigante, lui ed Annie riescono a convincerlo della verità. Mesi dopo l'esplosione del robot, Dean si fidanza con Annie e costruisce una scultura raffigurante il gigante per ricordare il suo sacrificio nel difendere la città di Rockwell.
- Generale Rogart: il Generale Rogart è un generale di alto rango nell'esercito degli Stati Uniti. Gentile ma severo, viene inizialmente chiamato da Mansley, e gli ride dietro quando Mansley afferma di aver trovato la sua macchina mangiata a metà accusando un fantomatico "mostro di metallo". Più avanti, Mansley trova una fotografia dalla macchina fotografica di Hogarth lasciata nella foresta, quindi interroga il bambino, e, una volta ottenuta l'informazione chiama il Generale Rogart, che accorre a Rockwell insieme a un distaccamento militare. Grazie a un trucco ingegnato da Dean, il gigante viene fatto passare per una scultura, mentre il Generale, furioso, accusa Mansley per lo spreco di milioni di dollari dovuto allo spostamento delle truppe, promettendogli che sarà degradato. Sulla via del ritorno, Mansley avvista il gigante in città e dà l'allarme, e, vedendolo, il Generale decide di dare retta all'ispettore e ordina di attaccarlo. Tuttavia, una volta visto che il robot non è aggressivo e che Hogarth è vivo, il Generale, convinto anche da Annie e Dean, ordina di abbassare le armi e aver visto la natura folle di Mansley che gli aveva mentito sulla sorte del bambino, ma Mansley, non accettando la sconfitta, si sostituisce ordinando lo stesso al sottomarino di lanciare il missile nucleare venendo per questo arrestato. Nel momento in cui il gigante si sacrifica per salvare la città, il generale è l'unica autorità che esprime tristezza nel momento in cui osserva l'esplosione, e, nel finale, in segno di compassione, consegna ad Hogarth, tramite Dean, una vite, l'unico pezzo ritrovato del gigante.

## Produzione
Il film originalmente avrebbe dovuto essere un musical tratto dall'album The Iron Man: A Musical di Pete Townshend uscito nel 1989. Il chitarrista dei The Who è anche produttore esecutivo del film.

### Scene eliminate
Nella versione Italiana sono state rimosse due scene, presenti invece nella versione originale:
- La prima scena è un breve dialogo tra Dean e la madre di Hogart, avviene subito prima che quest'ultimo acquisti un trattore morso dal gigante.
- La notte dopo la morte del cervo, il gigante sogna ricordi frammentari del suo passato: lo si vede come parte di un esercito di suoi simili intenti ad attaccare e distruggere un pianeta; il sogno viene intercettato e trasmesso sulla televisione di Dean, che assiste inorridito.

## Accoglienza

### Critica
Il film è stato elogiato dalla critica e dal pubblico. Su Rotten Tomatoes il film ha una percentuale di gradimento del 96% su 144 recensioni, il consenso critico del sito cita: «L'accattivante Gigante di ferro affronta argomenti ambiziosi e complesse relazioni umane con una mano ferma e una regia meravigliosamente animata da Brad Bird».

#### Temi
Il gigante di ferro tratta in primo luogo il concetto di esistenzialismo, nonché il tema della natura dell'essere umano. Esempio chiave ne è la frase di Dean, "Tu sei chi scegli e cerchi di essere" ("You are what you choose to be"), che poi in seguito Hogarth dice al Gigante. Quando ha iniziato a lavorare al film, Bird stava affrontando la morte di sua sorella, uccisa con un’arma da fuoco dall'ex marito. Mentre cercava materiale per il film, il regista scoprì che Ted Hughes scrisse "L'uomo di ferro" per confortare i suoi figli dopo che sua moglie, Sylvia Plath, si era tolta la vita, in particolare attraverso la metafora del Gigante in grado di riassemblarsi da solo dopo essere stato danneggiato. Queste esperienze costituirono per Bird la base per il suo pitch alla Warner Bros., basato intorno all'idea "che succederebbe se un'arma avesse un'anima e si rifiutasse di essere un'arma?". Lo sceneggiatore del film, Tim McCanlies, ha commentato che "ad un certo punto, ci sono momenti fondamentali nella nostra vita in cui scegliamo chi vogliamo essere. E questa scelta ci accompagna per il resto della nostra vita", aggiungendo che i film possono fornire agli spettatori un senso di giusto o sbagliato, ed ha espresso il desiderio che "Il gigante di ferro ci faccia sentire come se fossimo tutti parti di un unico genere umano, che è qualcosa che abbiamo bisogno di sentire".

## Riconoscimenti
- 2000 - Premio BAFTA
  - Miglior film (Premio dei bambini) a Allison Abbate, Des McAnuff, Brad Bird e Tim McCanlies
- 1999 - Los Angeles Film Critics Association Award
  - Miglior film d'animazione a Brad Bird
- 1999 - Satellite Award
  - Candidatura come miglior film d'animazione o a tecnica mista
- 2000 - Annie Awards
  - Miglior film d'animazione
  - Miglior regia a Brad Bird
  - Migliore recitazione a Eli Marienthal
  - Migliore sceneggiatura a Tim McCanlies e Brad Bird
  - Miglior animazione dei personaggi a Steve Markowski
  - Migliori effetti animati a Allen Foster
  - Miglior colonna sonora a Michael Kamen
  - Miglior scenografia a Alan Bodner
  - Miglior storyboarding a Mark Andrews
  - Candidatura alla migliore animazione dei personaggi a Jim Van der Keyl
  - Candidatura alla migliore animazione dei personaggi a Dean Wellins
  - Candidatura per i migliori effetti animati a Michel Gagné
  - Candidatura come migliore scenografia a Mark Whiting
  - Candidatura come migliore storyboarding a Kevin O'Brien
  - Candidatura come migliore storyboarding a Dean Wellins
- 2000 - Premio Hugo
  - Candidatura come migliore rappresentazione drammatica a Brad Bird, Ted Hughes e Tim McCanlies
- 2000 - Las Vegas Film Critics Society Awards
  - Miglior film d'animazione
- 2000 - Golden Reel Award
  - Miglior montaggio sonoro in un film d'animazione
  - Candidatura come miglior montaggio sonoro (Colonna sonora)
- 1999 - New York Film Critics Circle Awards
  - Candidatura come miglior film d'animazione
- 2000 - Science Fiction and Fantasy Writers of America
  - Candidatura come migliore sceneggiatura a Brad Bird e Tim McCanlies
- 2000 - Young Artist Awards
  - Miglior attore giovane in un film d'animazione cinema o televisivo a Eli Marienthal
  - Candidatura come miglior film d'animazione per la famiglia
- 2000 - Chlotrudis Awards
  - Candidatura come miglior film
  - Candidatura come migliore sceneggiatura a Brad Bird e Tim McCanlies
- 2000 - Florida Film Critics Circle Awards
  - Miglior film d'animazione
- 2000 - Genesis Awards
  - Miglior film d'animazione
- 2000 - Santa Fe Film Critics Circle Awards
  - Miglior film d'animazione
- 2000 - YoungStar Awards
  - Miglior talento da doppiatore giovane a Eli Marienthal